# Wiard Popkes
Wiard Udo Popkes (* 30. Juni 1936 in Westoverledingen-Ihren; † 2. Januar 2007 in Lüneburg) war ein deutscher baptistischer Theologe. Er lehrte als Dozent für das Neue Testament am Theologischen Seminar des Bundes Evangelisch-Freikirchlicher Gemeinden und als Honorarprofessor im Bereich der Theologischen Fakultät der Universität Hamburg.

## Leben
Wiard Popkes entstammte einer baptistischen Familie, die seit vielen Generationen im Raum Ostfriesland ansässig ist. Sein Vater war der Kirchenmusiker Enno Popkes. Nach seinem Abitur absolvierte er zunächst eine kaufmännische Ausbildung in Dortmund und studierte anschließend Theologie am Internationalen Theologischen Seminar der Baptisten in Rüschlikon / Schweiz. Ein Weiterstudium an den Universitäten Zürich und Münster schloss sich an.
Nach seiner Promotion nahm er eine Berufung der Evangelisch-Freikirchlichen Gemeinde Münster an und arbeitete dort drei Jahre als Pastor im Vikariat. 1969 erfolgte die Anerkennung als Pastor des Bundes Evangelisch-Freikirchlicher Gemeinden und – fast zeitgleich – die Berufung zum Dozenten für das Neue Testament am Theologischen Seminar des Bundes Evangelisch Freikirchlicher Gemeinden in Hamburg-Horn. Auch nach dem 1997 erfolgten Umzug des Seminars von Hamburg nach Wustermark-Elstal bei Berlin bereitete Wiard Popkes baptistische Theologiestudenten bis 2002 auf ihren zukünftigen Pastorendienst vor. Zu seinem Nachfolger als Neutestamentler wurde André Heinze berufen.
Die engen Kontakte zwischen dem Theologischen Seminar Hamburg-Horn und der Universität Hamburg führten dazu, dass Wiard Popkes bereits Ende der 1970er Jahre mit Lehraufträgen am Institut für Neues Testament der Theologischen Fakultät betraut wurde. Schließlich wurde er zum Außerplanmäßigen Professor berufen und lehrte gleichzeitig in Elstal und in Hamburg. Auch nach seiner Emeritierung war er bis zu seinem Tod an der Universität Hamburg sowie als European Fellow des Regent's Park College Oxford tätig.

## Bedeutung
Wiard Popkes prägte über 33 Jahre mehrere Generationen baptistischer Pastoren. Er arbeitete ehrenamtlich in verschiedenen Gremien des Baptistischen Weltbundes und der Europäischen Baptistischen Föderation mit. Unter anderem gehörte er dem Vorstand des Internationalen Baptistischen Theologischen Seminars in Prag (vormals: Rüschlikon) an, wo er auch im Ruhestand als Direktor für Biblische Studien tätig war. Auch seine schriftstellerische Tätigkeit fand weit über die Grenzen seiner eigenen Konfession große Beachtung.
Nebenbei betätigte sich Wiard Popkes auch in der Kirchenmusik. So stammt zum Beispiel der deutsche Text der zweiten und dritten Strophe des bekannten englischen Chorals All Hail the Pow´r of Jesus´ Name aus seiner Feder. Ebenfalls wurde die Melodie des Gesangbuchliedes Wir woll'n bezeugen in diesen unsren Tagen von Popkes komponiert.

## Werke (Auswahl)
- Der Brief des Jakobus, in: Theologischer Handkommentar zum Neuen Testament, Bd. 14, 2001, ISBN 3-374-01813-0
- Ein Gott und ein Herr. Zum Kontext des Monotheismus im Neuen Testament, Neukirchen 2004, ISBN 3-7887-2070-0
- Gemeinde – Raum des Vertrauens. Neutestamentliche Beobachtungen und freikirchliche Perspektiven, Kassel 1984, ISBN 3-7893-7171-8
- Abendmahl und Gemeinde. Das Abendmahl in biblisch-theologischer Sicht und in evangelisch-freikirchlicher Praxis, Kassel 1983, ISBN 3-7893-7881-X
- Christus traditus, Zürich 1967, ISBN 3-290-12049-X
- Adressaten, Situation und Form des Jakobusbriefes, 1986, ISBN 3-460-04251-6